# Salix tweedyi
Salix tweedyi là một loài thực vật có hoa trong họ Liễu. Loài này được (Bebb ex Rose) C.R. Ball miêu tả khoa học đầu tiên năm 1905.